# 攣鞮氏
攣鞮氏・攣鞮部（れんてい し／れんてい ぶ、拼音：Luándī shì/Luándī bù）は、紀元前4世紀から2世紀に中央ユーラシアに存在した遊牧国家匈奴の君主である単于を輩出した氏族。『後漢書』では虚連題氏（きょれんていし、拼音：Xūliántí shì）と表記された。南匈奴の中心種族である屠各種の直系で、南匈奴が崩壊すると中国風の劉氏に改姓した。独孤部・鉄弗部とは同族である。

## 概要
匈奴の君主号は単于（ぜんう）といい、中国でいう皇帝にあたる。攣鞮氏はその単于を輩出する匈奴の中心氏族であり、最も勢力と権力を持った集団であった。攣鞮氏からは君主である単于の他、左右の賢王（屠耆王）・左右の谷蠡王（ろくりおう）・左右の大将・左右の大都尉・左右の大当戸・左右の骨都侯が選出され、国の大部分を領し、国の重役を担った。このうち、左賢王が皇太子の役割を持ち、たいてい左賢王だった者が次の単于となる。しかし、父子相続か兄弟相続かでたびたび後継争いが起き、国の政治を傾けることがあった。事実、それが原因で匈奴は南北に分裂してしまう（48年）。分裂後、南匈奴の氏族は虚連題氏（きょれんていし）と記されるようになるが、後には南匈奴の祖先の冒頓単于の代より匈奴と漢宗室との間に姻戚関係があることに因んで漢族風の劉氏を名乗った。これにより南匈奴の宗室たる攣鞮氏は次第に漢化していくことになり、実際、劉淵は後漢および蜀漢の後継者を称して漢（後の前趙）を興した。このような流れの中で虚連題氏という名は完全に消滅し、以降は劉氏として五胡十六国時代を迎えることになった。

## 歴代単于
匈奴の単于は代々攣鞮氏（虚連題氏）によって世襲された。また、「単于」という君主号が頭曼以前からあったものなのか、頭曼から称すようになったのか、それとも冒頓から称すようになったのかは不明である。

### 統一時代
1. 頭曼単于（頭曼、在位：? - 紀元前209年）
2. 冒頓単于（冒頓、在位：紀元前209年 - 紀元前174年）…頭曼の子
3. 老上単于（稽粥、在位：紀元前174年 - 紀元前161年）…冒頓の子
4. 軍臣単于（軍臣、在位：紀元前161年 - 紀元前127年）…老上単于の子
5. 伊稚斜単于（伊稚斜、在位：紀元前127年 - 紀元前114年）…老上単于の子
  - 右谷蠡王単于（在位：紀元前119年）
6. 烏維単于（烏維、在位：紀元前114年 - 紀元前105年）…伊稚斜の子
7. 児単于（詹師廬、在位：紀元前105年 - 紀元前102年）…烏維の子
8. 呴犁湖単于（呴犁湖、在位：紀元前102年）…伊稚斜の子、烏維の弟
9. 且鞮侯単于（且鞮侯、在位：紀元前102年 - 紀元前96年）…伊稚斜の子、呴犁湖の弟
10. 狐鹿姑単于（在位：紀元前96年 - 紀元前85年）…且鞮侯の子
11. 壺衍鞮単于（在位：紀元前85年 - 紀元前68年）…狐鹿姑単于の子
12. 虚閭権渠単于（在位：紀元前68年 - 紀元前60年）…壺衍鞮単于の子
13. 握衍朐鞮単于（屠耆堂、在位：紀元前60年 - 紀元前58年）…烏維の来孫

### 分裂時代
1. 呼韓邪単于（東匈奴）（稽侯狦、在位：紀元前58年 - 紀元前31年）…虚閭権渠単于の子
  - 屠耆単于（賢単于）（薄胥堂、在位：紀元前58年 - 紀元前56年）…握衍朐鞮単于の従兄
  - 呼掲単于（在位：紀元前57年）…呼掲王
  - 車犁単于（在位：紀元前57年 - 紀元前56年）…狐鹿姑単于の甥
  - 烏藉単于（在位：紀元前57年、紀元前56年）
  - 閏振単于（在位：紀元前56年 - 紀元前54年）…屠耆単于の従弟
  - 郅支単于（西匈奴）（呼屠吾斯、在位：紀元前56年 - 紀元前36年）…虚閭権渠単于の子、呼韓邪単于の兄
  - 伊利目単于（在位：紀元前49年）…屠耆単于の小弟

### 再統一時代
1. 復株累若鞮単于（雕陶莫皋、在位：紀元前31年 - 紀元前20年）…呼韓邪単于の子
2. 捜諧若鞮単于（且麋胥、在位：紀元前20年 - 紀元前12年）…呼韓邪単于の子、復株累若鞮単于の弟
3. 車牙若鞮単于（且莫車、在位：紀元前12年 - 紀元前8年）…呼韓邪単于の子、捜諧若鞮単于の弟
4. 烏珠留若鞮単于（嚢知牙斯、知、在位：紀元前8年 - 13年）…呼韓邪単于の子、車牙若鞮単于の弟
5. 烏累若鞮単于（咸、在位：13年 - 18年）…呼韓邪単于の子、烏珠留若鞮単于の弟
6. 呼都而尸道皋若鞮単于（輿、在位：18年 - 46年）…呼韓邪単于の子、烏累若鞮単于の弟
7. 烏達鞮侯単于（烏達鞮侯、在位：46年）…呼都而尸道皋若鞮単于の子

### 王莽が冊立した単于
1. 孝単于（咸、在位：11年 - 13年）…烏累若鞮単于
2. 順単于（助、在位：11年）…烏累若鞮単于の子
3. 順単于（登、在位：11年 - 12年）…烏累若鞮単于の子、助の弟
4. 須卜単于（当、在位：18年 - 21年）…攣鞮氏と縁戚関係にあった須卜氏出身の右骨都侯

### 北匈奴
1. 蒲奴単于（蒲奴、在位：46年 - ?）…呼都而尸道皋若鞮単于の子、烏達鞮侯の弟
2. 優留単于（優留、在位：? - 87年）
3. 北単于（名称不明）（在位：88年 - ?）…優留とは異母兄、右賢王
  - 於除鞬単于（於除鞬、在位：91年 - 93年）…北単于の弟

### 南匈奴
1. 醢落尸逐鞮単于（比、在位：48年 - 56年）…烏珠留若鞮単于の子
  - 薁鞬左賢王単于（在位：50年）…北匈奴蒲奴単于の弟
2. 丘浮尤鞮単于（莫、在位：56年 - 57年）…烏珠留若鞮単于の子、醢落尸逐鞮単于の弟
3. 伊伐於慮鞮単于（汗、在位：57年 - 59年）…烏珠留若鞮単于の子、丘浮尤鞮単于の弟
4. 醢僮尸逐侯鞮単于（適、在位：59年 - 63年）…醢落尸逐鞮単于の子
5. 丘除車林鞮単于（蘇、在位：63年）…丘浮尤鞮単于の子
6. 湖邪尸逐侯鞮単于（長、在位：63年 - 85年）…醢落尸逐鞮単于の子、醢僮尸逐侯鞮単于の弟
7. 伊屠於閭鞮単于（宣、在位：85年 - 88年）…伊伐於慮鞮単于の子
8. 休蘭尸逐侯鞮単于（屯屠何、在位：88年 - 93年）…醢落尸逐鞮単于の子
9. 安国単于（安国、在位：93年 - 94年）…伊伐於慮鞮単于の子、伊屠於閭鞮単于の弟
10. 亭独尸逐侯鞮単于（師子、在位：94年 - 98年）…醢僮尸逐侯鞮単于の子
  - 逢侯単于（逢侯、在位：94年 - 118年）…休蘭尸逐侯鞮単于の子
11. 萬氏尸逐侯鞮単于（檀、在位：98年 - 124年）…湖邪尸逐侯鞮単于の子
12. 烏稽侯尸逐鞮単于（抜、在位：124年 - 128年）…湖邪尸逐侯鞮単于の子、萬氏尸逐侯鞮単于の弟
13. 去特若尸逐就単于（休利、在位：128年 - 140年）…湖邪尸逐侯鞮単于の子、烏稽侯尸逐鞮単于の弟
  - 車紐単于（車紐、在位：140年）
14. 呼蘭若尸逐就単于（兜楼儲、在位：143年 - 147年）
15. 伊陵尸逐就単于（居車児、在位：147年 - 172年）
16. 屠特若尸逐就単于（在位：172年 - 177年）
17. 呼徴単于（呼徴、在位：178年 - 179年）…屠特若尸逐就単于の子
18. 羌渠単于（羌渠、在位：179年 - 188年）…一族の独孤部出身
19. 持至尸逐侯単于（於夫羅、在位：188年 - 195年）…羌渠の子、劉豹の父
  - 須卜骨都侯単于（在位：188年 - 189年）…須卜氏出身
20. 呼廚泉単于（呼廚泉、在位：195年 - 216年）…持至尸逐侯単于の弟